# Strašilka australská

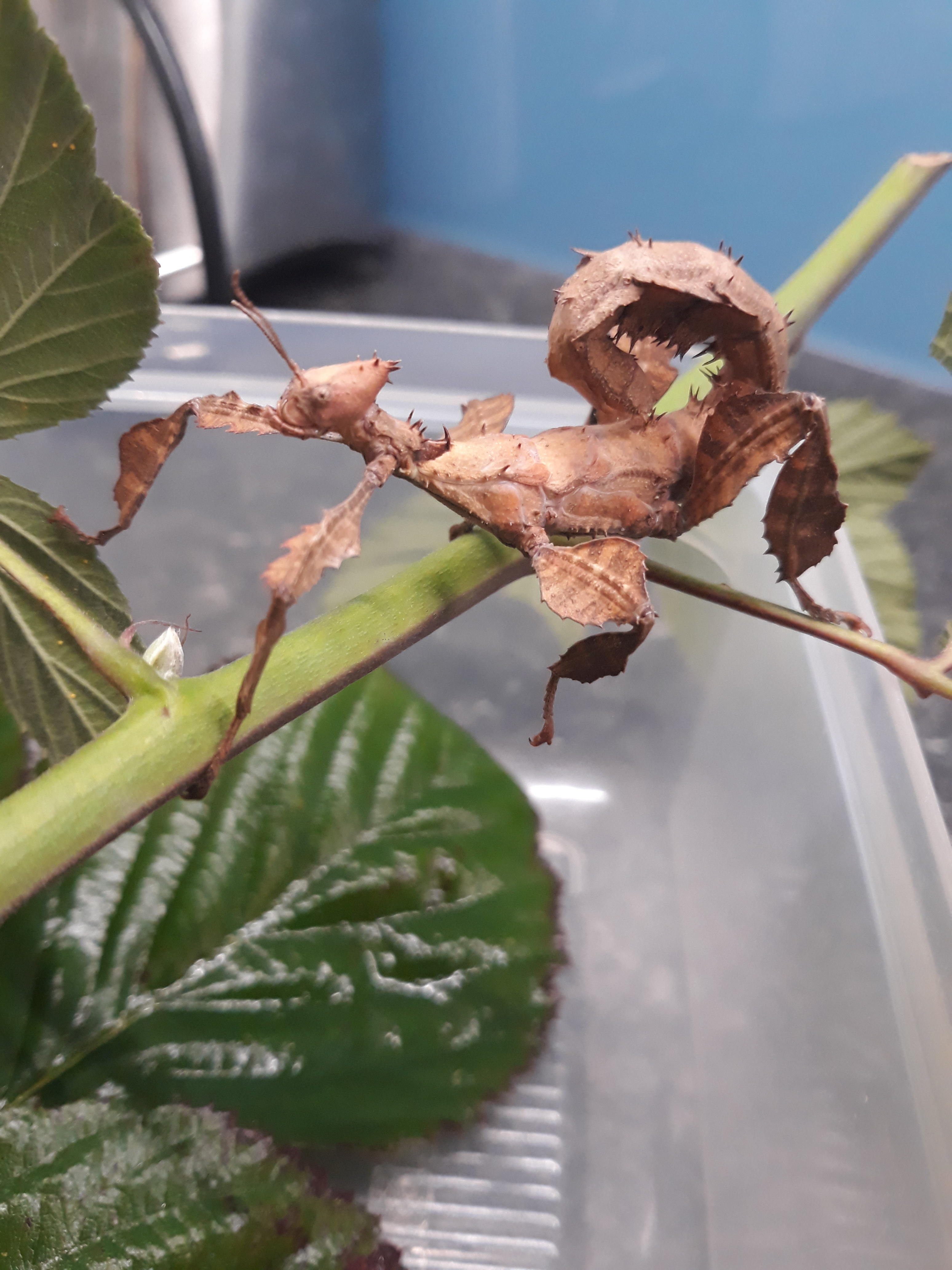
Strašilka australská (Extatosoma tiaratum)

Strašilka australská (Extatosoma tiaratum, Macleay, 1826) je hmyz z řádu strašilek.
Tato strašilka má obvykle hnědou až světle zelenou barvu. Dospělé samice měří až 15 cm, mají silně redukovaná křídla a bohatě otrněný zadeček. Samci dorůstají okolo 10 cm, mají plně vyvinutá křídla a poměrně dobře létají.

## Původ
Suché lesy severovýchodního Queenslandu v Austrálii a Nová Guinea.

## Život
Extatosoma tiaratum je noční živočich. Když se vylíhne, je to až do dospělosti tzv. nymfa. Nymfa se zpočátku velmi podobá mravencům rodu Leptomyrmex, čemuž se říká myrmekomorfie. Postupně však roste a mění se, až se z ní stane dospělý jedinec (imago). Důležité pro vývoj strašilky australské je svlékání (ekdyze). Kůže (exuvie) strašilky neroste. Strašilka ale růst potřebuje, proto se svléká. Strašilka se asi 3 dny před svlékáním zavěsí na vyvýšené místo a přestane přijímat potravu. Během noci se její pokožka protrhne a "čerstvá" strašilka se na svlečku pověsí. Poté obvykle začne svou starou kůži od hlavy požírat. Je to velmi výživné. Vývoj do dospělosti trvá asi 4-5 měsíců. Pokud samičce není v dospělosti sameček k dispozici, naklade sama neoplozená vajíčka (partenogeneze). Z takovýchto vajíček se pak líhnou pouze samičky. Samice po oplodnění samcem nakladou kolem 500-1000 vajíček, které pomocí subgenitální plošky vystřelují do okolí. Oplozená vajíčka mají inkubační dobu dlouhou asi 4 měsíce, neoplozená 6-9 měsíců.
Partenogeneze ovšem není primární způsob rozmnožování (pouze některé druhy se rozmnožují pouze partenogenezí), dochází teda postupně k degeneraci populace - například právě Extatosoma tiaratum.
Strašilky poté kladou méně vajíček, je nízká líhnivost a vysoká úmrtnost nejen mladých nymf. Vše se zlepší přidáním samců do chovu. Sice dochází ke křížení příbuzných jedinců, ale degenerace je mnohem menší.

## Chov
K chovu potřebují insektárium suššího typu vysoké alespoň 40 cm.
V přírodě se živí převážně blahovičníky, u nás ochotně přijímají listy ostružiníku, maliníku, růže, dubu, buku, hlohu,...
U těchto strašilek je někdy problém s rozkrmením čerstvě vylíhlých nymf, v takovém případě zubaté či zaschlé okraje listů sestřihneme a k nymfám přidáme starší, již rozkrmené (nemusí být ani stejného druhu).

## Obrana
Při vyrušení zaujme tato strašilka “štíří postoj ” se zadečkem zdviženým k hlavě a v obraně dokáže sevřít protivníka mezi otrněné zadní končetiny.
Na hrudi mají umístěny žlázy, kterými vylučují nepříjemně páchnoucí látku.